# Munehisa Homma
Munehisa Homma (jap. 本間 宗久 Honma Munehisa lub Honma Sōkyū; ur. 1724, zm. 1803) – japoński kupiec ryżu z Sakata, prawdopodobnie twórca metody analizowania i konstrukcji wykresów nazwanych świecami japońskimi, pionier w analizie wpływu emocji na rynek i uczestnik jednego z pierwszych rynków terminowych (handel ryżem, który nie został jeszcze zebrany) w Osace za czasów siogunatu Tokugawów.

## Fontanna złota – trzech małp nauka o pieniądzach
Choć pochodzenie świec japońskich nie jest do końca wyjaśnione, Homma w 1755 roku napisał książkę „Fontanna złota – trzech małp nauka o pieniądzach” (ang. The Fountain of Gold – The Three Monkey Record of Money), w której zwraca uwagę na psychologiczny aspekt przy podejmowaniu decyzji na rynku ryżu. Według Hommy, do prognozowania cen może być pomocne badanie emocji uczestników rynku.
Tytuł książki odnosi się do trzech mądrych małp, których znaczenie w książce Hommy, Steve Nison interpretuje następująco:
- nie widzieć – gdy widzisz trend wzrostowy/spadkowy, traktuj go tylko jako okazję do zarobku,
- nie słyszeć – w podejmowaniu decyzji na rynku nie kieruj się różnymi, zasłyszanymi informacjami,
- nie mówić – nie zdradzaj nikomu w jaki sposób zamierzasz zachować się na rynku.

Homma w swojej książce opisuje zasadę znaną dzisiaj jako gra wbrew opinii większości.